# Arda Peak
Der Arda Peak (bulgarisch връх Арда wrach Arda) ist ein rund 470 m hoher Berg auf der Livingston-Insel im Archipel der Südlichen Shetlandinseln. Im Friesland Ridge der Tangra Mountains ragt er 0,47 km südlich des Gabrovo Knoll und 3 km westlich des Yambol Peak auf. Der Charity-Gletscher befindet sich nordwestlich von ihm, der Tarnowo-Piedmont-Gletscher südöstlich.
Die bulgarische Kommission für Antarktische Geographische Namen benannte den Berg 2004 nach dem Fluss Arda im Süden Bulgariens.